# Nikolaus Kyll
Nikolaus Kyll (1904-1973) est historien des religions allemand. Prêtre catholique, il publia plusieurs articles sur les traditions folkloriques rhénanes. 

## Biographie
Nikolaus Kyll voit le jour le 23 octobre 1904 à Algrange en Lorraine annexée. Ses recherches portent essentiellement sur la religion et les croyances et traditions populaires dans les pays germaniques. Il a travaillé notamment sur Nikolaus Leyen. 
Nikolaus Kyll décéda le 25 mai 1973 à Butzweiler, près de Trèves, en Rhénanie-Palatinat.

## Publications
- Tod, Grab, Begräbnisplatz, Totenfeier, Röhrscheid, Bonn, 1972
- Heidnische Weihe- und Votivgaben aus der Römerzeit des Trierer Landes, Paulinus-Verl., Trier, 1966.
- Pflichtprozessionen und Bannfahrten im westlichen Teil des alten Erzbistums Trier, Röhrscheid, Bonn, 1962.
- Das Kind in Glaube und Brauch des Trierer Landes, Breidenmoser, Trier, 1957.
- Scharivari und Eselshochzeit, In: 'Heimatkalender für den Kreis Bitburg-Prüm, m 1, 1972.
- Volkskanonisation im Raum des alten Trierer Bistums, Rheinisches Jahrbuch für Volkskunde, 11, 1960.
- Heidnische Weihe- und Votivgaben aus der Römerzeit des Trierer Landes, Paulinus-Verlag, Trier, 1966.
- Die Glocke im Wetterglauben und Wetterbrauch des Trierer Landes, Rheinisches Jahrbuchfür Volks, kunde 9, 1958.